# Renato Augusto
Renato Soares de Oliveira Augusto, eller endast Renato Augusto, född 8 februari 1988 i Rio de Janeiro, är en brasiliansk fotbollsspelare som spelar som offensiv mittfältare för Fluminense.